# 케네스 카펜터
윌리엄 케네스 "켄" 카펜터(영어: William Kenneth "Ken" Carpenter, 1913년 4월 19일 ~ 1984년 3월 15일)는 미국의 원반던지기 선수이다.
캘리포니아주 콤프턴에서 태어난 카펜터는 서던캘리포니아 대학교의 무게 종목에서 2회의 NCAA 우승자였다.
1936년 베를린 올림픽에서 그는 50.48m로 원반던지기 금메달을 획득하였다. 1936년과 1940년 사이에 카펜터는 원반던지기에서 미국 기록을 보유하였고 157 피트의 던지기와 NCAA 타이틀을 우승하였다.
자신이 육상 스타였던 콤프턴 고등학교를 졸업하고 서던캘리포니아 대학교에서 수학한 후, 해군에 복무하였다. 그러고나서 세쿼이아스 칼리지와 콤프턴 커뮤니티 칼리지에서 코치와 교사로서 경력을 시작하였다.
70세의 나이로 부에나파크에서 사망하였다.
2012년 5월 26일 콤프턴 커뮤니티 칼리지 육상 명예의 전당에 헌액되었다.